# Top Gear Russia
Top Gear Russia è stato un programma televisivo russo che tratta come argomento principale le automobili, in onda dal 22 marzo 2009 al 25 ottobre 2009, cancellato per bassi ascolti.

## Segmenti

### Power Laps
Come nella versione originale britannica e quella australiana, anche Top Gear Russia propone i Power Laps in un aeroporto abbandonato a Mnevniki. Per inaugurare la pista per il primo giro nel primo episodio, i presentatori hanno invitato varie celebrità per partecipare all'evento.
1. 1:12.00 - Porsche 911 Turbo Cabriolet
2. 1:12.96 - Nissan GT-R
3. 1:13.16 - 1985 Porsche 911
4. 1:13.88 - Bentley Continental GT Speed
5. 1:14.00 - Alpina B3
6. 1:14.83 - Lamborghini Gallardo
7. 1:16.85 - Aston Martin V8 Vantage Roadster
8. 1:17.85 - Aston Martin DB9
9. 1:19.00 - Ferrari 550M
10. 1:21.01 - Range Rover Sport
11. 1:22.12 - Mazda MX-5
12. 1:22.27 - Fiat 500
13. 1:49.17 - Volvo XC90
14. 2:08.71 - Land Rover Defender 90 SVX soft top
15. 2:15.93 - UAZ 469 Off-Road modified
16. 2:23.25 - Audi R8
17. DNF     - Ferrari F430

## Episodi
| Serie | Serie | Puntate | Prima TV Russia   | Prima TV Russia    | Spettatori prima TV |
| Serie | Serie | Puntate | Prima di stagione | Finale di stagione | Spettatori prima TV |
| ----- | ----- | ------- | ----------------- | ------------------ | ------------------- |
|       | 1     | 15      | 22 marzo 2009     | 25 ottobre 2009    |                     |